# Avot
Avot est une commune française située dans le département de la Côte-d'Or, en région Bourgogne-Franche-Comté.

## Géographie

### Hydrographie
La Tille, rivière qui est un affluent de La Saône, traverse le village, juste au milieu, d'ouest en est. Le ruisseau La Creuse qui vient du nord, se jette dans la Tille au centre du village.

### Climat
Pour des articles plus généraux, voir Climat de la Bourgogne-Franche-Comté et Climat de la Côte-d'Or.
En 2010, le climat de la commune est de type climat des marges montargnardes, selon une étude du Centre national de la recherche scientifique s'appuyant sur une série de données couvrant la période 1971-2000. En 2020, Météo-France publie une typologie des climats de la France métropolitaine dans laquelle la commune est exposée à un climat océanique altéré et est dans la région climatique Lorraine, plateau de Langres, Morvan, caractérisée par un hiver rude (1,5 °C), des vents modérés et des brouillards fréquents en automne et hiver.
Pour la période 1971-2000, la température annuelle moyenne est de 10,3 °C, avec une amplitude thermique annuelle de 17,7 °C. Le cumul annuel moyen de précipitations est de 966 mm, avec 13 jours de précipitations en janvier et 8,7 jours en juillet. Pour la période 1991-2020, la température moyenne annuelle observée sur la station météorologique de Météo-France la plus proche, « Bure Les Templiers_sapc », sur la commune de Bure-les-Templiers à 16 km à vol d'oiseau, est de 10,7 °C et le cumul annuel moyen de précipitations est de 898,2 mm,. Pour l'avenir, les paramètres climatiques de la commune estimés pour 2050 selon différents scénarios d'émission de gaz à effet de serre sont consultables sur un site dédié publié par Météo-France en novembre 2022.

## Urbanisme

### Typologie
Au 1er janvier 2024, Avot est catégorisée commune rurale à habitat dispersé, selon la nouvelle grille communale de densité à 7 niveaux définie par l'Insee en 2022.
Elle est située hors unité urbaine. Par ailleurs la commune fait partie de l'aire d'attraction de Dijon, dont elle est une commune de la couronne,. Cette aire, qui regroupe 333 communes, est catégorisée dans les aires de 200 000 à moins de 700 000 habitants,.

### Occupation des sols
L'occupation des sols de la commune, telle qu'elle ressort de la base de données européenne d’occupation biophysique des sols Corine Land Cover (CLC), est marquée par l'importance des forêts et milieux semi-naturels (69,7 % en 2018), une proportion identique à celle de 1990 (69,7 %). La répartition détaillée en 2018 est la suivante : forêts (69,7 %), terres arables (24,6 %), prairies (4,4 %), zones urbanisées (1,3 %). L'évolution de l’occupation des sols de la commune et de ses infrastructures peut être observée sur les différentes représentations cartographiques du territoire : la carte de Cassini (XVIIIe siècle), la carte d'état-major (1820-1866) et les cartes ou photos aériennes de l'IGN pour la période actuelle (1950 à aujourd'hui).

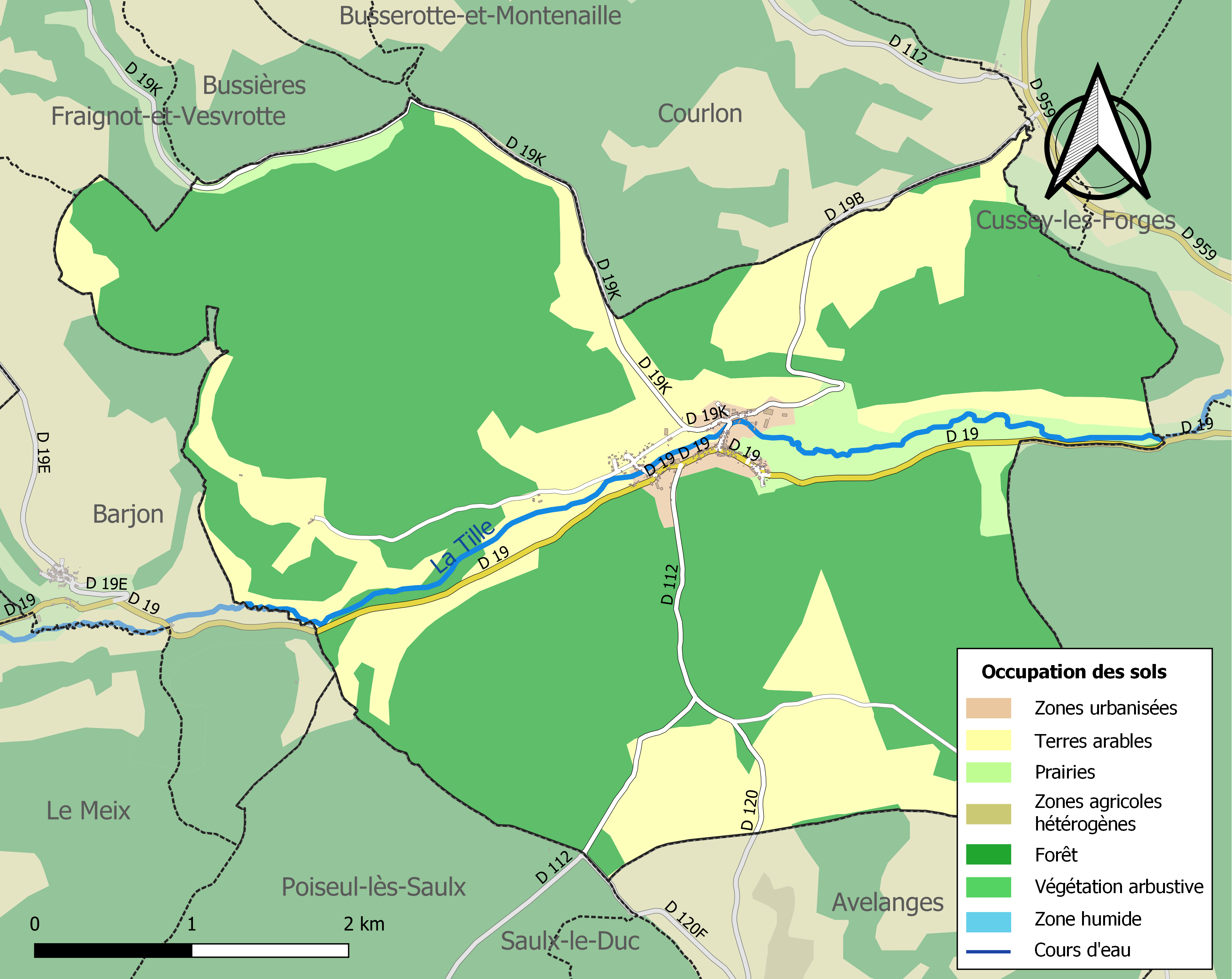
Carte des infrastructures et de l'occupation des sols de la commune en 2018 (CLC).

## Histoire

### Carte de Cassini
|  |  |

La carte de Cassini ci-dessus montre qu'au XVIIIe siècle, Avot est une paroisse située sur la rive droite de La Tille qui était nommée alors Le Ruisseau des Salives.

Un hameau situé sur l'autre rive de la rivière où l'on accède par un pont en bois est encore présent de nos jours.

À l'ouest, la Ferme de Charmois est devenue un gîte rural.

Un moulin à eau, symbolisé par une roue dentée, est représenté sur La Tille.
Durant la Seconde Guerre mondiale, Avot abritait le Maquis Lucius, réfugié à la Ferme de Charmois, aujourd’hui domaine privé.

## Politique et administration
| Période                                  | Période   | Identité          | Étiquette | Qualité |
| ---------------------------------------- | --------- | ----------------- | --------- | ------- |
| mars 2001                                | mars 2008 | Joël Leroy        | DVG       | -       |
| mars 2008                                | En cours  | Bernard Guillemot | -         | -       |
| Les données manquantes sont à compléter. |           |                   |           |         |

## Démographie
L'évolution du nombre d'habitants est connue à travers les recensements de la population effectués dans la commune depuis 1793. Pour les communes de moins de 10 000 habitants, une enquête de recensement portant sur toute la population est réalisée tous les cinq ans, les populations de référence des années intermédiaires étant quant à elles estimées par interpolation ou extrapolation. Pour la commune, le premier recensement exhaustif entrant dans le cadre du nouveau dispositif a été réalisé en 2004.

En 2022, la commune comptait 189 habitants, en évolution de +0,53 % par rapport à 2016 (Côte-d'Or : +0,82 %, France hors Mayotte : +2,11 %).
| 1793 | 1800 | 1806 | 1821 | 1831 | 1836 | 1841 | 1846 | 1851 |
| ---- | ---- | ---- | ---- | ---- | ---- | ---- | ---- | ---- |
| 265  | 260  | 245  | 273  | 287  | 311  | 325  | 343  | 352  |

| 1856 | 1861 | 1866 | 1872 | 1876 | 1881 | 1886 | 1891 | 1896 |
| ---- | ---- | ---- | ---- | ---- | ---- | ---- | ---- | ---- |
| 350  | 334  | 290  | 266  | 250  | 246  | 245  | 242  | 244  |

| 1901 | 1906 | 1911 | 1921 | 1926 | 1931 | 1936 | 1946 | 1954 |
| ---- | ---- | ---- | ---- | ---- | ---- | ---- | ---- | ---- |
| 234  | 212  | 210  | 175  | 220  | 198  | 206  | 230  | 202  |

| 1962 | 1968 | 1975 | 1982 | 1990 | 1999 | 2004 | 2006 | 2009 |
| ---- | ---- | ---- | ---- | ---- | ---- | ---- | ---- | ---- |
| 178  | 174  | 202  | 174  | 150  | 141  | 132  | 127  | 150  |

| 2014 | 2019 | 2022 | - | - | - | - | - | - |
| ---- | ---- | ---- | - | - | - | - | - | - |
| 176  | 184  | 189  | - | - | - | - | - | - |

## Culture locale et patrimoine

### Lieux et monuments
Ferme de Charmois. Ferme fortifiée du XVIe-XIXe siècle qui fut le siège du Maquis Lucius pendant la Seconde Guerre mondiale. Aujourd'hui propriété privée entièrement restaurée et transformée en partie en gîtes et chambres d’hôte.

### Personnalités liées à la commune
Lucien Guillemot alias "Lucius" qui recrutait des volontaires pour la réception des parachutages. Il fut affecté en décembre 1943 à l’équipe de réception d’Anicroche (Mont Mercure). Après le débarquement de Normandie Lucien Guillemot créa autour de son groupe le maquis d’Avot qui prit le nom de "Lucius" et fut affilié aux Forces françaises de l’Intérieur (FFI) le 17 juin 1944. Le maquis fut actif dès sa création faisant sauter le 17 juin le pont à tablier métallique au PK 294 à Marey-sur-Tille (Côte-d’Or), sur la ligne de Troyes à Gray.
- Emmanuelle de Jesus (1973) et Antoine Gavory (1975), journalistes et écrivains, habitent la commune depuis 2013.

### Héraldique
| Blason de Avot | Blason  | De gueules à la croix d'argent chargée de cinq molettes d'azur. |
| Blason de Avot | Détails | Armes de la famille d'Avout, toujours existante, auxquelles ont été modifiés en brisure le métal de la croix (d'or passée en argent) et l'émail des molettes (de sable en azur). Le statut officiel du blason reste à déterminer. |